# Правительство Норвегии
Правительство Норвегии выполняет функции исполнительной власти, к которым относится вынесение законопроектов и проектов бюджета на обсуждение в Стортинг (Норвежский парламент) и реализация решений Стортинга посредством деятельности министерств.

## Министерства
- Министерство государственного управления, реформы и по делам церкви (Норвегия)
- Министерство здравоохранения и социального обеспечения (Норвегия)
- Министерство иностранных дел Норвегии
- Министерство культуры Норвегии
- Министерство местного самоуправления и регионального развития Норвегии
- Министерство нефти и энергетики Норвегии
- Министерство обороны Норвегии
- Министерство образования и интеграции (Норвегия)
- Министерство климата и окружающей среды Норвегии
- Министерство по делам детей, равноправия и социальной интеграции (Норвегия)
- Министерство развития сотрудничества Норвегии
- Министерство рыболовства и береговой администрации (Норвегия)
- Министерство сельского хозяйства и продовольствия Норвегии
- Министерство торговли и промышленности Норвегии
- Министерство транспорта и связи Норвегии
- Министерство труда и социальных дел Норвегии
- Министерство финансов Норвегии
- Министерство юстиции, общественной безопасности и иммиграции Норвегии